# 北京信息科学与技术国家研究中心
北京信息科学与技术国家研究中心，簡稱信息国家研究中心是清華大學下屬的国家研究中心，前身為清华信息科学与技术国家实验室，2017年11月21日由科技部批准组建。